# Karl-Heinz Flechsig
Karl-Heinz Flechsig (* 7. März 1932; † 16. Februar 2010) war ein deutscher Erziehungswissenschaftler, bis 2000 war er Professor an der Universität Göttingen.

## Leben
Nach dem Abitur 1950 arbeitete Karl-Heinz Flechsig im Bergbau. Es folgte ein Studium der Anglistik, Romanistik, Pädagogik, Philosophie und Soziologie bis zum Staatsexamen 1951–1956. Nach einer Tätigkeit als Gymnasiallehrer 1956–1960 wurde er Wissenschaftlicher Assistent im Fach Pädagogik 1960–1962 und promovierte 1963. Anschließend war er Mitarbeiter in der universitären Erwachsenenbildung 1963–1964 und Leiter der Arbeitsgruppe für Unterrichtsforschung an der Universität Göttingen 1964–1968.
Als Professor für Erziehungswissenschaft wirkte er von 1968 bis 1971 an der Universität Konstanz und von 1971 bis 1975 als Professor für Hochschuldidaktik und Leiter des "Interdisziplinären Zentrums für Hochschuldidaktik" an der Universität Hamburg, schließlich seit 1975 als Professor für Pädagogik an der Universität Göttingen, ab 1989 mit dem Arbeitsschwerpunkt "Interkulturelle Didaktik".
Auch wirkte er als Lehrbeauftragter für das Fach "Interkulturelle Didaktik" seit 1994 an der Technischen Universität Dresden, wo er 1997 eine Ehrenpromotion erfuhr. Emeritiert wurde er am 31. März 2000.

## Leistungen
Flechsig schuf den Göttinger Katalog, in dem er die Grundformen didaktischen Handelns beschreibt. Er war ein Pionier der Interkulturellen Pädagogik.
Flechsig war
- Mitglied des Erziehungsausschusses der Deutschen UNESCO-Kommission 1972–1980
- Gründungsmitglied und erster Vorsitzender der "Kommission Bildungsforschung mit der Dritten Welt" 1978–1982
- Mitglied des Fachbeirats der "Deutschen Stiftung für Internationale Entwicklung" 1982–1991
- Gründer des Studienfaches "Interkulturelle Didaktik" und des "Instituts für Interkulturelle Didaktik" in Göttingen 1989
- Projektmitarbeiter deutscher Bildungshilfe in Tansania, Nigeria, Gambia, Kenia, Madagaskar, Ruanda, Chile, Uruguay und Uganda seit 1974

## Schriften (Auswahl)
- Die Entwicklung des Verständnisses neusprachlicher Bildung in Deutschland, Diss. Göttingen 1963
- Einführung in didaktisches Handeln, Klett, Stuttgart 1975
- Kleines Handbuch didaktischer Modelle, Eichenzell 1996, ISBN 3-931403-07-6